# 高崎運輸区
高崎運輸区（たかさきうんゆく）は、群馬県高崎市にかつて存在した東日本旅客鉄道（JR東日本）高崎支社の運転士・車掌が所属する組織である。2024年3月15日限りで廃止し、現在は高崎統括センター乗務ユニット。

## 概要
高崎運輸区は、主に高崎駅発着の列車を担当する乗務員組織で、電車・気動車の他に、ぐんま車両センター所属の電気機関車・ディーゼル機関車・蒸気機関車も担当する。
その前身は、1986年（昭和61年）3月14日に設置された新前橋電車区高崎派出所（乗務員部門）で、新前橋電車区の約半数の乗務員が同派出所在勤となった。1987年（昭和62年）3月1日には新前橋電車区高崎派出所と高崎第一機関区運転部門、高崎第二機関区電車運転部門（1956年（昭和31年）11月19日に高崎第二機関区に設置された電車運転部門の内、旧・新前橋電車区に移管されなかった上越線（高崎 - 水上間）のみ運用される区間列車業務、後に信越本線（高崎 - 横川間）も加わる）が統合、高崎電車区と改称され発足、1987年（昭和62年）4月1日の国鉄分割民営化による東日本旅客鉄道への業務移管後、2005年（平成17年）12月10日に組織変更に伴い高崎電車区と高崎車掌区の一部が統合、現名称に改称された。

## 沿革
- 1986年（昭和61年）3月14日 - 新前橋電車区高崎派出所（乗務員部門）を設置、新前橋電車区の約半数の乗務員が高崎派出所在勤となる。
- 1987年（昭和62年）3月1日 - 新前橋電車区高崎派出所と高崎第一機関区運転部門、高崎第二機関区電車運転部門が統合、高崎電車区と改称[6]。
- 1987年（昭和62年）4月1日 - 国鉄分割民営化により東日本旅客鉄道に移管。
- 2005年（平成17年）12月10日 - 組織変更に伴い高崎電車区と高崎車掌区の一部が統合、高崎運輸区と改称[7]。
- 2024年（令和6年）3月16日 - 高崎営業統括センターと統合し、高崎統括センター発足。当区は廃止。

## 運転士乗務範囲
- 高崎線(上野東京ライン)：東京 - 高崎間
- 上越線：高崎 - 水上間
- 両毛線：高崎 - 小山間
- 信越本線：高崎 - 横川間
- 八高線：高麗川 - 高崎間
- 湘南新宿ライン：新宿 - 高崎間

※高崎支社管内の電気機関車・ディーゼル機関車も担当する。
※甲種蒸気機関車操縦免許を持つ運転士は、高崎統括センターに配置される。
※485系などの交直流対応車での臨時列車は全て前橋統括センターで受け持っている。

## 車掌乗務範囲
普通列車
- 高崎線：東京 - 高崎間
- 上越線：高崎 - 水上間
- 両毛線：高崎 - 小山間
- 信越本線：高崎 - 横川間
- 八高線：高麗川 - 高崎間
- 湘南新宿ライン：新宿 - 高崎間

臨時列車
- 高崎支社の臨時列車は一部を除き高崎統括センターが担当する。